# Ранник крейдовий
Ра́нник кре́йдовий (Scrophularia cretacea) — багаторічна рослина родини ранникових. Пліоценовий релікт, занесений до Червоних книг України та Росії, Червоного списку Міжнародного союзу охорони природи та Європейського Червоного списку. Малопоширена декоративна та фітомеліоративна культура.

## Опис
Напівчагарничок заввишки 15—50 см, хамефіт. Коренева система стрижневого типу, потужна, кореневище дерев'янисте. Стебла численні, висхідні, прості або слабко розгалужені, сірі, густо вкриті білими залозистими волосками, біля основи здерев'янілі. Листки супротивні, черешкові, лінійні або видовженоланцетні, вкриті розсіяними залозистими волосками. Черешки листків сягають 2—6 мм. Край листків вкритий рідкими гострими зубцями, відігнутими вбоки, завдовжки 10-30 мм, завширшки 3—6 мм.
Суцвіття — вузькопірамідальна волоть 4—12 см завдовжки та 1,5—2 см завширшки, складена з 1—3-квіткових півзонтиків, розташованих в пазухах зелених приквітків. Квітконоси залозистоопушені. Квітки численні, дрібні, актиноморфні, розташовані на тоненьких квітконіжках. Чашечка дрібно залозистоопушена, з вузькоплівчастими частками. Віночок п'ятичленний, зрослопелюстковий, темно-червоний, голий, кулясто-глекоподібний, сягає довжини 4,5—5 мм та має двогубий відгин завдовжки 4—4,5 мм. Верхня губа віночка з округлими, звуженими біля основи лопатями, втричі довшими за бічні лопаті нижньої губи. Тичинок 4, вони виходять за межі віночка та мають розсіяно залозистоопушені тичинові нитки. Стамінодій довгастий. Пилкові зерна кулясті, зрідка — еліптичні, триборозно-орові, з полюса мають трилопатеві обриси, з екватора — округлі або широкоеліптичні. Поверхня зерен має чітку, дрібносітчасту скульптуру з округлими та видовженими комірками.
Плід — притиснуто-куляста, гола, бура коробочка завширшки 3 мм з носиком завдовжки до 1 мм.

## Екологія та поширення
Рослина помірно морозостійка, посухо- та жаростійка, світлолюбна. Зростає виключно на вапнякових та крейдяних відслоненнях по берегам річок, осипищах, схилах балок переважно південної та східної експозиції. Віддає перевагу чистому крейдовому щебеню, рідше трапляється на корінній крейді та щебенистих ґрунтах. Входить до складу томілярних угруповань класу Helianthemo-Thymetea (союз Artemisio hololeucae-Hyssopion cretaceae), подекуди формує майже чисті угруповання. Крім того, ранник крейдовий разом з гісопом крейдяним здатен формувати піонерні угруповання на новоутворених відслоненнях, пухких крейдових відкладеннях, незакріплених осипищах, де нерідко домінує в травостої. При подальшому задерненні схилів поступово щезає.
Розмножується насінням. Квітне у червні-липні, запилюється комахами. Плодоносить у липні-вересні, насіння поширюється шляхом саморозкидання при розгойдуванні пагонів (автохорія). Насіння зав'язують 31,5—74,6 % квіток, загальна насіннєва продуктивність становить 3,8—12,9 тисяч насінин на одну особину, причому в спекотні роки вона знижується.
Ареал виду охоплює східні регіони України та західні регіони Росії від басейну Сіверського Донця до західного берега Волги. В Україні зона поширення включає Донецьку, Луганську та Харківську області, в Росії — Ростовську, Воронезьку, Бєлгородську, Волгоградську, Саратовську та південь Оренбурзької області. Таким чином ранник крейдовий належить до ендеміків південно-східної Європи.

## Значення і статус виду
Ранник крейдовий становить наукову цінність як рідкісна та реліктова рослина з невеликим за площею ареалом. Загрозами для виду є вузька еколого-ценотична амплітуда, терасування схилів, випасання худоби, пали, видобуток крейди. Українські та близькі до них за характеристиками ростовські популяції налічують від кількох сотень до кількох тисяч особин й характеризуються задовільним ступенем поновлення. Їх середня щільність становить 3 особини на 1 м². В Україні ранник крейдовий охороняють в Українському степовому заповіднику (філія «Крейдяна флора») та ряді заказників, вирощують в Національному ботанічному саду імені Миколи Гришка й Донецькому ботанічному саду.
Окрім декоративних властивостей цей вид відзначається здатністю заселяти та закріплювати голі схили з пухкими шарами крейдових порід, тому його розглядають як протиерозійну культуру.

## Систематика
Для ранника крейдового наводять лише один синонім — Scrophularia cretacea var. glabrata (Franch.) Stiefelh.